# Морец (Волгоградская область)
Морец — село в Еланском районе Волгоградской области России, административный центр Морецкого сельского поселения.
Население — 1097 (2013)

## История
На схематической карте Аткарского уезда Саратовской губернии населённый пункт обозначен как хутор Морецкие. На аналогичной карте 1912 года населённый пункт отмечен как хутор Морец.
Согласно Списку населённых мест Аткарского уезда 1914 года (по сведениям за 1911 год) хутор относился к Богородской волости (волостное село - Вязовка (Богородское)), хутор населяли бывшие государственные крестьяне, великороссы, всего 595 мужчин и 645 женщин. В населённом пункте имелась церковь.
В 1921 году хутор был перечислен из Аткарского уезда в новый Еланский уезд. В 1923 году в связи с упразднением Еланского уезда включён в состав укрупнённой Еланской волости Балашовского уезда
В 1928 году хутор Морец (в списке населенных пунктов Еланского района Нижневолжского края за 1933 год значится как село Морецкий хутор) включён в состав Еланского района Камышинского округа (упразднён в 1930 году) Нижне-Волжского края (с 1934 года — Сталинградского края, с 1936 года — Сталинградской области). Населённый пункт являлся центром Хутор-Морецкого сельсовета.
Вплоть до 1953 года по данным справочника "История административно – территориального деления Волгоградской (Сталинградской) области. 1936 – 2007 гг" населённый пункт в различных документах значится как село Хутор Морец, а также село Хутор-Морецкое. В 1953 году Хуторо-Морецкий и Ново-Добринский сельские Советы были объединены в один Морецкий сельсовет, центр сельсовета - село Морец.

## География
Село находится в пределах Хопёрско-Бузулукской равнины, являющейся южным окончанием Окско-Донской низменности, на реке Вязовке (левый приток реки Терса), на высоте около 130-140 метров над уровнем моря. Село расположено в зоне настоящих степей, ландшафт ледниковый аккумулятивно-денудационный. Для местности, в которой расположено село, характерны равнины пологоволнистые, с асимметричными склонами, среднечетвертичные, местами сильно и глубоко расчленённые, с овргами, балками, с западинно-потяжинным микрорельефом, с сельскохозяйственными землями, участками долинных и байрачных широколиственных лесов, лугов, луговых и разнотравно-злаковых степей.
Почвы: чернозёмы обыкновенные и чернозёмы южные.
По автомобильным дорогам расстояние до областного центра города Волгоград составляет 350 км, до районного центра рабочего посёлка Елань — 28 км.
Климат
Климат умеренный континентальный (согласно классификации климатов Кёппена — Dfb). Многолетняя норма осадков — 453 мм. В течение города количество выпадающих атмосферных осадков распределяется относительно равномерно: наибольшее количество осадков выпадает в июне — 53 мм, наименьшее в марте — 23 мм. Среднегодовая температура положительная и составляет + 6,1 °С, средняя температура самого холодного месяца января −10,2 °С, самого жаркого месяца июля +21,5 °С.
Часовой пояс
Морец, как и вся Волгоградская область, находится в часовой зоне МСК (московское время). Смещение применяемого времени относительно UTC составляет +3:00.

## Население
Динамика численности населения по годам:
| 1897 | 1911 | 1987 | 2002 |
| ---- | ---- | ---- | ---- |
| 625  | 1240 | ≈850 | 824  |

| 2010 | 2012  | 2013  |
| ---- | ----- | ----- |
| 652  | ↗1129 | ↘1097 |